# Augusta Salling
Augusta Grethe Bolethe Friis-Salling, roz. Lundová (*23. září 1954, Inneruulalik) je grónská politička, učitelka, bývalá předsedkyně strany Atassut a bývalá ministryně financí.

## Životopis
Augusta Sallingová je dcerou chovatele ovcí Christiana Adolfa "Dolfa" Lunda a jeho manželky Marie-Katrine Lundové. Prostřednictvím svého otce byla vnučkou básníka Henrika Lunda (1875–1948). Její babička a otec patří k nejstarším obyvatelům Grónska vůbec. Jejím mladším bratrem je politik a ministr Kalistat Lund. Její dcerou je atletka Laila Friis-Salling.
Augusta Salling vyrůstala v pastevecké osadě svého otce a navštěvovala školu v Narsaqu. Později studovala v Nuuku a v roce 1980 zde absolvovala učitelské studium v Grónském semináři. V letech 1980–1985 byla učitelkou a později školní inspektorkou v Qeqertarsuaqu. V letech 1986 až 1993 byla ředitelkou rybářské společnosti Disko Havfiskeri.
V roce 1993 byla jmenována starostkou okresu Qeqertarsuaq za stranu Akulliit Partiiat. Od roku 1997 byla řadovou radní. Ve všeobecných volbách v roce 1999 byla zvolena do Grónského parlamentu za Atassut. V prosinci 2001 byla jmenována ministryní hospodářství v osmé Motzfeldtově vládě. V dubnu 2002 byla jmenována předsedkyní strany Atassut a stala se tak první ženou v čele strany v Grónsku. V parlamentních volbách v roce 2002 mandát obhájila. Pouhý měsíc po volbách se vláda vytvořená v prosinci 2002 rozpadla a Atassut se opět stal součástí vlády, načež Augusta Salling získala v lednu 2003 v druhé vládě Hanse Enoksena zpět své ministerstvo, nyní nazývané ministerstvo financí. V tom samém roce odmítla odstoupit kvůli chybě při sestavování rozpočtu, kterou podle svých slov nezavinila. To vedlo k rozpadu vládní koalice v září 2003.
V komunálních volbách v roce 2005 byla znovu zvolena do rady okresu Qeqertarsuaq a znovu jmenována starostkou, načež se vzdala předsednictví strany. Neúspěšně kandidovala ve volbách do Folketingu v roce 2005. V témže roce byla v parlamentních volbách v roce 2005 znovu zvolena do Grónského parlamentu. V květnu 2007 vytvořily Siumut a Inuit Ataqatigiit v okrese koalici, po níž Atassut ztratil většinu v radě, Sallingová nicméně starostkou zůstala. V komunálních volbách v roce 2008 ani v parlamentních volbách v roce 2009 již nekandidovala.